# Речица (Варашский район)
Речица (укр. Річиця) — село в Заречненской поселковой общине Варашского района Ровненской области Украины.
До 2020 года входило в Заречненский район.
Население по переписи 2001 года составляло 676 человек. Почтовый индекс — 34043. Телефонный код — 3632. Код КОАТУУ — 5622285701.